# О договоре с Александром
«О договоре с Александром» (др.-греч. Περὶ τῶν πρὸς Ἀλέξανδρον συνθηκῶν) — речь, приписываемая древнегреческому оратору Демосфену, сохранившаяся в составе «демосфеновского корпуса» под номером XVII. Была произнесена в афинском Народном собрании предположительно в 335 году до н. э.
Оратор обращает внимание слушателей на нарушение царём Македонии Александром договора, заключённого после битвы при Херонее: македоняне захватывают афинские суда, вмешиваются во внутренние дел ряда греческих полисов. Учитывая всё это и наличие удобного момента, оратор предлагает объединить Македонии войну. Ещё древние авторы отмечали, что речь «О договоре с Александром» отличается по стилю от других сохранившихся произведений Демосфена, уступает им по силе и выразительности. Звучали мнения, что она была произнесена Гегесиппом или Гиперидом. Исследователи полагают, что оратор — кто-то из современников Демосфена. Речь, судя по отсутствию упоминаний войны с Персией и разгрома Фив, могла быть произнесена в 335 году до н. э.